# Andrea Walther
Andrea Walther (1970) é uma matemática aplicada alemã, cujos interesses de pesquisa incluem otimização não linear, otimização não suave e computação científica, conhecida em particular por seu trabalho em diferenciação automática. É professora de otimização matemática no instituto de matemática da Universidade Humboldt de Berlim.

## Formação e carreira
Depois de estudar matemática financeira na Universidade de Bayreuth a partir de 1991 e obter um diploma em 1996, completou um doutorado na Universidade Técnica de Dresden em 1999. Sua tese, Program Reversal Schedules for Single-and Multi-processor Machines, foi orientada por Andreas Griewank. Completou a habilitação na Universidade Técnica de Dresden em 2008.
Trabalhou como pesquisadora assistente e professora júnior na Universidade Técnica de Dresden de 2000 a 2008. Em 2009 assumiu uma cátedra na Universidade de Paderborn e, em 2019, mudou-se para seu cargo atual na Universidade Humboldt de Berlim.
Desde 2020 é coordenadora da European Women in Mathematics.

## Livro
Com seu orientador Andreas Griewank é coautora da segunda edição do livro Evaluating derivatives: principles and techniques of algorithmic differentiation (Society for Industrial and Applied Mathematics, 2008).